# Хашдау (Хунедоара)
Хашдау (рум. Hășdău) насеље је у Румунији у округу Хунедоара у општини Топлица. Oпштина се налази на надморској висини од 381 m.

## Становништво
Према подацима из 2002. године у насељу је живело 395 становника, од којих су сви румунске националности.